# DK (album)
 For alternative betydninger, se DK (flertydig). (Se også artikler, som begynder med DK)
DK er det andet studiealbum fra den danske pop/rock-gruppe Love Shop. Albummet blev udgivet den 3. september 1992 på Pladecompagniet på CD og vinyl (PCLP/PCCD 8047). Albummet blev genudgivet i 2018 på Sony Music (88985 46503 1). Det er gruppens første album med mundharpespilleren Henrik Hall, der dog tidligere havde medvirket som studiemusiker på gruppens første album 1990.
Albummet, der er produceret af Hilmer Hassig, blev indspillet i Sweet Silence Studios og i Puk Recording Studios.

## Indhold
Alt tekst skrevet af Jens Unmack, alt musik komponeret af Hilmer Hassig og Jens Unmack, bortset fra “Casanegra” (Muus, Hassig, Unmack, Dehn og Grabowski).
| #   | Titel                                  | Længde |
| --- | -------------------------------------- | ------ |
| 1.  | "Hun Er Stadigvæk En Lille Pige"       | 5:01   |
| 2.  | "Stalingrad"                           | 4:26   |
| 3.  | "Pia Larsen"                           | 5:01   |
| 4.  | "Vil Du Ikke Engang Kysse Mig Farvel?" | 2:40   |
| 5.  | "Drømmenes København"                  | 5:37   |
| 6.  | "Casanegra"                            | 4:20   |
| 7.  | "Manchester"                           | 4:26   |
| 8.  | "Livet Er En Fest"                     | 3:25   |
| 9.  | "Himlen vil briste"                    | 4:53   |
| 10. | "Alle Veje Fører Bort Fra Rom"         | 2:49   |
| 11. | "Første Gang Er Sidste Gang"           | 4:06   |

## Medvirkende
- Jens Unmack
- Hilmer Hassig
- Henrik Hall
- Mikael Dehn

Studiemusikere/kor
- Finn Verwohlt
- Flemming Muus
- Jens Nørremølle
- Jimmy Jørgensen
- Mads Michelsen
- Martin Brygmann
- Nanna Lüders
- Stefan Grabowski